# Puggy

Puggy, Paris 2010.

Puggy är ett belgiskt band som bildades 2004, när franske basisten Romain Descampes och engelske sångaren Matthew Irons träffade svenske Egil "Ziggy" Franzén på en jazzskola i Bryssel. Av denna anledning anser bandet sig vara belgiskt. Under de senaste fem åren, har Puggy turnerat världen över, agerat förband till stora band som The Smashing Pumpkins, Incubus och Deep Purple. Deras första album, Dubois Died Today, släpptes i juni 2007. Puggy medverkade i det franska tv-programmet Taratata för att marknadsföra sitt senaste album, Something You Might Like, 2010. Albumet har tre musikvideor, för sångerna "I Do", "When You Know" och "How I Needed You".